# 香港2017年度授勳及嘉獎名單
香港2017年度授勳及嘉獎名單2017年6月30日於憲報刊登，共有331人獲頒授勳銜及作出嘉獎，這是香港回歸以來第20份授勳名單，勳銜頒授典禮於10月21日在禮賓府舉行。

## 授勳及嘉獎名單

### 大紫荊勳章
- 張建宗先生，大紫荊勳賢，GBS，JP
- 陳茂波先生，大紫荊勳賢，GBS，MH，JP
- 袁國強先生，大紫荊勳賢，SC，JP
- 史美倫議員，大紫荊勳賢，GBS，JP
- 李國章議員，大紫荊勳賢，GBS，JP
- 羅范椒芬議員，大紫荊勳賢，GBS，JP
- 葉國謙議員，大紫荊勳賢，GBS，JP
- 羅康瑞先生，大紫荊勳賢，GBS，JP
- 鄭家純先生，大紫荊勳賢，GBS
- 戴德豐先生，大紫荊勳賢，GBS，JP
- 蘇澤光先生，大紫荊勳賢，GBS，JP
- 陳啟宗先生，大紫荊勳賢

### 金紫荊星章
- 吳克儉局長，GBS，JP
- 高永文局長，GBS，JP
- 張志剛先生，GBS，JP
- 楊偉雄先生，GBS，JP
- 張雲正先生，GBS，JP
- 蕭偉強先生，GBS，JP
- 馬紹祥先生，GBS，JP
- 孫德基先生，GBS，JP
- 黃定光議員，GBS，JP
- 陳健波議員，GBS，JP
- 馮　驊法官，GBS
- 羅智光先生，GBS，JP
- 邵善波先生，GBS，JP
- 何淑兒女士，GBS，JP
- 吳良好先生，GBS，JP
- 周振基教授，GBS，JP
- 馬豪輝先生，GBS，JP
- 高靜芝女士，GBS，JP
- 劉炳章先生，GBS，JP
- 李秀恒博士，GBS，JP
- 黃友嘉博士，GBS，JP
- 劉鳴煒先生，GBS，JP
- 鍾志平先生，GBS，JP
- 葉錫安先生，GBS，JP
- 林淑儀女士，GBS

### 金英勇勳章
- 邱少明先生，MBG（追授）

### 銀紫荊星章
- 易志明議員，SBS，JP
- 梁志祥議員，SBS，MH，JP
- 陳守仁先生，SBS
- 陸恭蕙女士，SBS，JP
- 邱誠武先生，SBS，JP
- 李家超先生，SBS，PDSM，JP
- 梁敬國先生，SBS，JP
- 邱子昭先生，SBS，CSDSM
- 周玉堂先生，SBS，MH
- 何厚祥先生，SBS，MH
- 余錦基先生，SBS，BBS，JP
- 周轉香女士，SBS，MH，JP
- 胡曉明先生，SBS，JP
- 郭少明先生，SBS，JP
- 郭琳廣先生，SBS，JP
- 陳仲尼先生，SBS，JP
- 陳家駒先生，SBS，JP
- 雷添良先生，SBS，JP
- 趙汝熙先生，SBS，JP
- 黎時煖先生，SBS，JP
- 鍾樹根先生，SBS，MH，JP
- 劉家強先生，SBS，JP
- 林筱魯先生，SBS，JP
- 凌嘉勤先生，SBS，JP
- 高敬德先生，SBS，JP
- 許少偉先生，SBS，JP
- 楊建文先生，SBS，JP
- 劉靳麗娟女士，SBS，JP
- 蘇慶和先生，SBS，JP
- 黃志雄先生，SBS，PDSM
- 程伯中教授，SBS
- 盧溫勝先生，SBS
- 林高演先生，SBS
- 陳岳鵬先生，SBS
- 湯寶臣法官，SBS

### 紀律部隊及廉政公署卓越獎章
香港警察卓越獎章
- 區志光先生，PDSM
- 趙慧賢女士，PDSM
- 麥國兆先生，PDSM（Mr. Duncan Stuart McCOSH, P.D.S.M.）
- 郭浩輝先生，PDSM
- 楊祖賜先生，PDSM

香港消防事務卓越獎章
- 羅紹衡博士，FSDSM
- 梁偉雄先生，FSDSM
- 羅鎮文先生，FSDSM

香港入境事務卓越獎章
- 羅振南先生，IDSM

香港懲教事務卓越獎章
- 羅益民先生，CSDSM

政府飛行服務隊卓越獎章
- 余力臻工程師，GDSM

### 銅紫荊星章
- 葛珮帆議員，BBS，JP
- 劉業強議員，BBS，MH，JP
- 羅競成先生，BBS，MH
- 史立德博士，BBS，MH，JP
- 李漢雄先生，BBS，MH，JP
- 郭永強先生，BBS，MH，JP
- 陳偉能先生，BBS，MH，JP
- 葉玉如教授，BBS，MH，JP
- 鄭文聰先生，BBS，MH，JP
- 蘇祉祺博士，BBS，MH，JP
- 吳國强先生，BBS，JP
- 吳華江先生，BBS，JP
- 李國榮先生，BBS，JP
- 汪學寧工程師，BBS，JP
- 周伯展醫生，BBS，JP
- 林國基醫生，BBS，JP
- 姚　珏女士，BBS，JP
- 張國榮先生，BBS，JP
- 陳淑玲女士，BBS，JP
- 馮孝忠先生，BBS，JP
- 黃小雲女士，BBS，JP
- 黃家和先生，BBS，JP
- 黃順源先生，BBS，JP
- 雷鼎鳴教授，BBS，JP
- 蔡永忠先生，BBS，JP
- 謝展寰先生，BBS，JP
- 羅盛慕嫻女士，BBS，JP
- 李洪森先生，BBS，MH
- 趙資強先生，BBS
- 何顯明先生，BBS，MH
- 尤聲普先生，BBS，MH
- 吳安儀女士，BBS，MH
- 李慧詩女士，BBS，MH
- 周耀明先生，BBS，MH
- 梁　麟先生，BBS，MH
- 莊堅烈先生，BBS，MH
- 楊位醒先生，BBS，MH
- 吳歷山醫生，BBS
- 陳聰聰女士，BBS
- 羅鳳屏女士，BBS
- 甘博文博士，BBS
- 甘煥騰先生，BBS
- 吳瑞雲（吳雨）先生，BBS
- 李伯誠先生，BBS
- 李盛白先生，BBS
- 李繼堯醫生，BBS
- 杜彼得先生，BBS
- 林潤棠先生，BBS
- 邱吳惠平女士，BBS
- 梁立人先生，BBS
- 梁貫成教授，BBS
- 梁智達醫生，BBS
- 梁滿林先生，BBS
- 許樹昌教授，BBS
- 陳志明工程師，BBS
- 陳家歡女士，BBS
- 陳漢輝博士工程師，BBS
- 陳福祥博士工程師，BBS
- 陳耀華先生，BBS
- 黃惠芬女士，BBS
- 詹耀良先生，BBS
- 雷賢達先生，BBS
- 管浩鳴法政牧師，BBS
- 蔡加讚先生，BBS
- 黎廷瑤先生，BBS
- 韓國龍先生，BBS

### 銅英勇勳章
- 梁瑋江先生，MBB
- 方齊全先生，MBB
- 李偉明先生，MBB
- 張錦全先生，MBB
- 梁景然先生，MBB
- 陳永倫先生，MBB
- 楊少峯先生，MBB
- 廖黃宗先生，MBB
- 蘇永坤先生，MBB

### 紀律部隊及廉政公署榮譽獎章
香港警察榮譽獎章
- 任偉國先生，PMSM
- 馬志堅先生，PMSM
- 王耀明先生，PMSM
- 丘國雄先生，PMSM
- 伍啟光先生，PMSM
- 何長添先生，PMSM
- 李海榮先生，PMSM
- 林耀忠先生，PMSM
- 韋學正先生，PMSM
- 郭浩儀先生，PMSM
- 陳偉鴻先生，PMSM
- 陳華勝先生，PMSM
- 陳燦榮先生，PMSM
- 麥達安先生，PMSM（Mr. James MATHER, P.M.S.M.）
- 彭慕賢女士，PMSM
- 劉志堂先生，PMSM
- 蔡玉光先生，PMSM
- 鄭恩秋先生，PMSM
- 鄭德明博士，PMSM
- 簡慕恒先生，PMSM（Mr. Mohammad Munir KHAN, P.M.S.M.）
- 譚澤恆先生，PMSM
- 譚耀榮先生，PMSM

香港消防事務榮譽獎章
- 柳志德先生，FSMSM
- 陳國良先生，FSMSM
- 張子德先生，FSMSM
- 梁國健先生，FSMSM
- 陳文華先生，FSMSM
- 陳　保先生，FSMSM
- 馮松錦先生，FSMSM

香港入境事務榮譽獎章
- 呂文輝先生，IMSM
- 林海龍先生，IMSM
- 潘永傑先生，IMSM
- 關坤蓮女士，IMSM

香港海關榮譽獎章
- 老冠中先生，CMSM
- 何珮珊女士，CMSM
- 周偉華先生，CMSM
- 黎流栢先生，CMSM

香港懲教事務榮譽獎章
- 李國寶先生，CSMSM
- 林耀禮先生，CSMSM
- 梁偉江先生，CSMSM
- 陳文忠先生，CSMSM
- 劉美玲女士，CSMSM

香港廉政公署榮譽獎章
- 陳彥釗先生，IMS
- 廖秀芳女士，IMS
- 盧敬榮先生，IMS

### 榮譽勳章
- 鄭承峰博士，MH
- 趙麗霞教授，MH，JP
- 王威信先生，MH
- 洪錦鉉先生，MH
- 羅少傑先生，MH
- 譚榮勳先生，MH
- 呂　堅先生，MH
- 姚柏良先生，MH
- 袁國強先生，MH
- 張順華先生，MH
- 盧懿杏女士，MH
- 余關翠雯女士，MH
- 孫日孝先生，MH
- 梁育榮先生，MH
- 梁美莉教授，MH
- 黃貴有博士，MH
- 黃耀榮先生，MH
- 方玉嬋女士，MH
- 王文漢先生，MH
- 包　榮先生，MH（Mr. Arthur BOWRING, M.H.）
- 古慧敏女士，MH
- 甘秀雲博士，MH
- 田陸秀娟女士，MH
- 伍杏修先生，MH
- 朱劍丹女士，MH
- 何毅強先生，MH
- 余錦坤先生，MH
- 吳熹安先生，MH
- 吳燕芳女士，MH
- 呂天增先生，MH
- 呂汝漢教授，MH
- 李　進先生，MH
- 汪敦敬先生，MH
- 林國華先生，MH
- 俞　斌先生，MH
- 哈永安先生，MH
- 姚定國先生，MH
- 施家殷先生，MH
- 凌浩雲先生，MH
- 高世章先生，MH
- 區偉文博士，MH
- 康凱麟先生，MH
- 張淑娟女士，MH
- 張雅麗女士，MH
- 梁鉅海先生，MH
- 梁耀霖先生，MH
- 許敬文教授，MH
- 陳永誠先生，MH
- 陳合權先生，MH
- 陳李妮女士，MH
- 陳美潔女士，MH
- 陳振興先生，MH
- 陳清海博士，MH
- 陳詠儀女士，MH
- 陳瑞屏女士，MH
- 陳達湘先生，MH
- 舒何偉珠女士，MH
- 楊文銳先生，MH
- 葉兆輝教授，MH
- 管胡金愛女士，MH
- 羅志遠先生，MH
- 譚嘉因教授，MH
- Mr. Mohamed Ibramsa Sikkander BATCHA，MH

### 行政長官社區服務獎狀
- 侯福達先生
- 曾憲康先生
- 黃煒鈴女士
- 方志基先生
- 石仲孝先生
- 伍海山先生
- 朱德榮先生
- 何紹長先生
- 余立勳先生
- 吳家麟先生
- 吳鳳玲女士
- 吳韡春女士
- 李正雅女士
- 李周美枝女士
- 李祺逢先生
- 周德興先生
- 金文婷女士
- 姚順好女士
- 容志培先生
- 徐小龍先生
- 徐惠芬女士
- 張欽龍先生
- 曹貴宜先生
- 梁志剛先生
- 梁偉傑先生
- 郭克榮先生
- 陳佩珊女士
- 陳卓禧博士
- 陳偉佳博士
- 陳偉泉先生
- 陳磊明先生
- 黃美坤女士
- 黃偉德先生
- 趙志堅先生
- 潘子淇女士
- 潘　森先生
- 鄭楚衡先生
- 賴　心先生
- 賴永春先生
- 鍾麗金女士
- 簡植航先生
- 羅春香女士
- 羅發強先生
- Ms. Radhika GURUNG
- Mr. Akil KHAN

### 行政長官公共服務獎狀
- 江耀強先生
- 余忠傑先生
- 李　巍先生
- 易文燕女士
- 翁振華先生
- 袁浩章先生
- 梁鎮林先生
- 黃小明先生
- 黃樂安先生
- 葉永成先生
- 鄒志傑先生
- 甄自成先生
- 蔡俊明工程師
- 鄭國威先生
- 鄭善彰先生
- 霍永鴻先生
- 謝應良先生
- 魏家俊先生
- 嚴啟明先生